# Pieris (papallona)
Pieris és un gènere de lepidòpters papilionoïdeus de la família dels pièrids (Pieridae) present als Països Catalans. Algunes de les seves espècie reben el nom comú de blanquetes.
Entre les blanquetes es troben algunes de les espècies més abundants als Països Catalans, com la blanqueta de la col (Pieris rapae), que no s'ha de confondre amb una altra espècie, també molt freqüent aquí, la blanca de la col (Pieris brassicae).

## Taxonomia
El gènere Pieris inclou les espècies següentsː

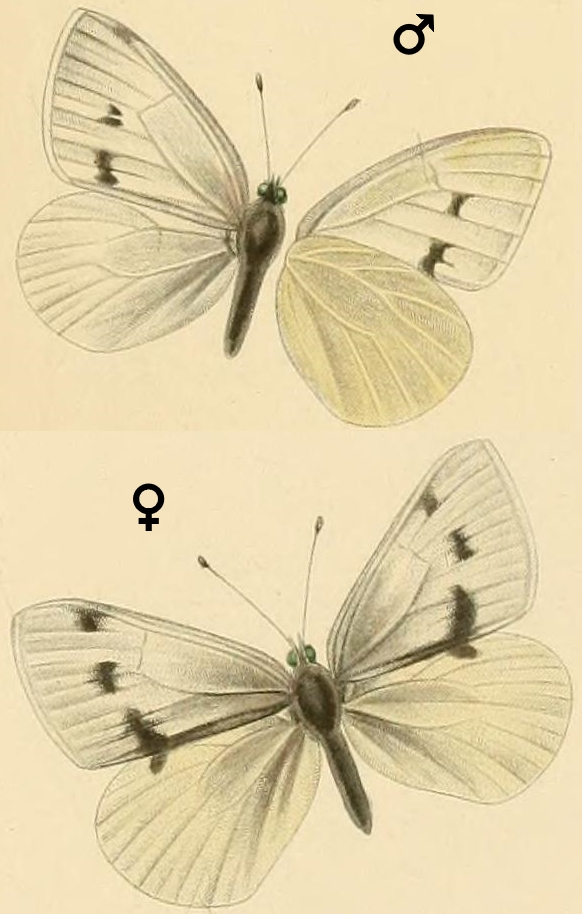
Pieris tadjika male (above) and female (below)

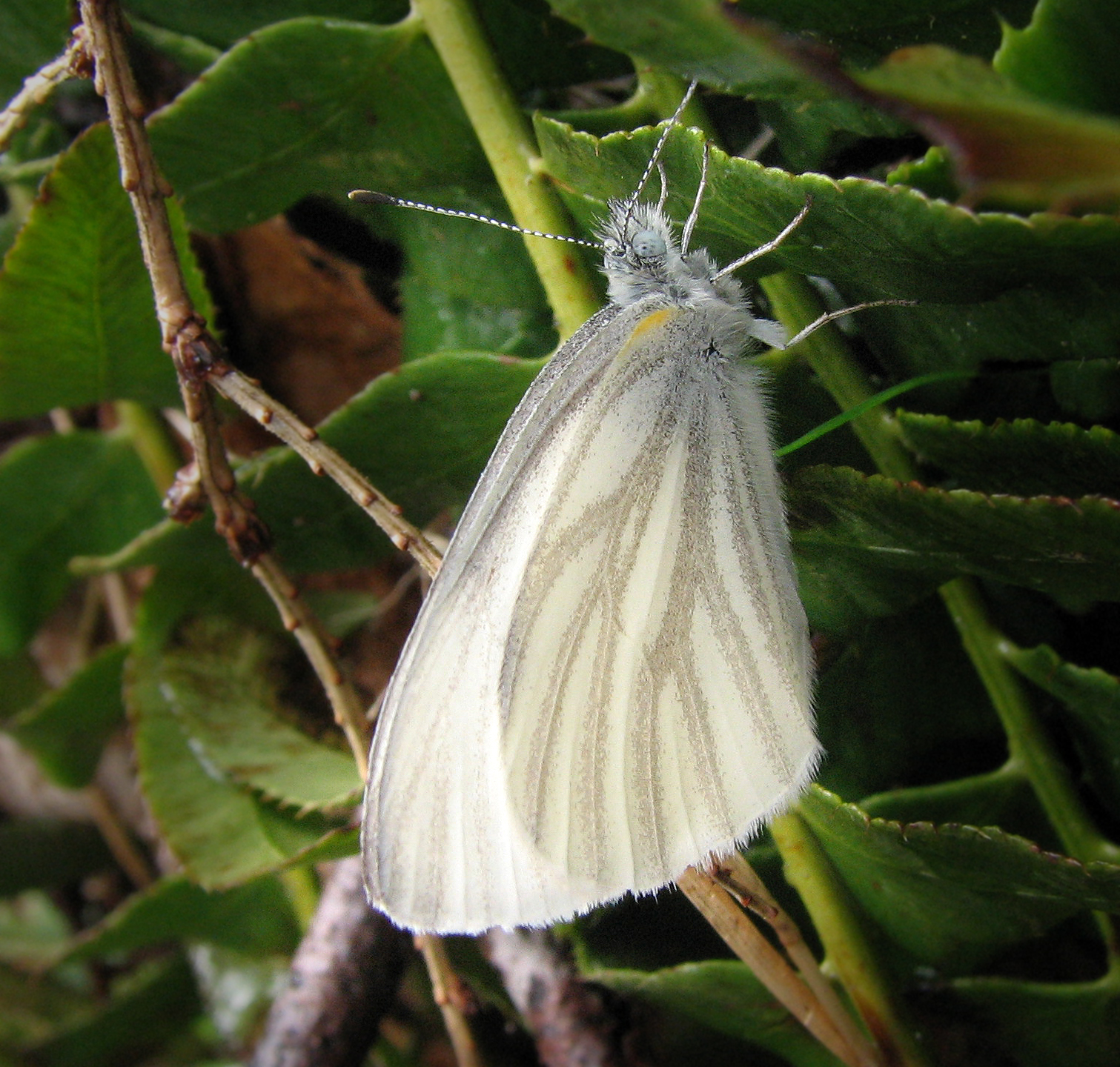
Pieris virginiensis

- Pieris ajaka Moore, 1865 – Caixmir
- Pieris angelika Eitschberger, 1983
- Pieris balcana Lorkovic, 1970 – Europa
- Pieris bowdeni Eitschberger, 1984 – Iran, Turquia, Transcaucàsia
- Pieris brassicae (Linnaeus, 1758) – blanca de la col – Europa, Àfrica del Nord, Àsia Central
- Pieris brassicoides Guérin-Méneville, 1849
- Pieris bryoniae (Hübner, [1790-1793])
- Pieris canidia (Sparrman, 1768)
- Pieris cheiranthi (Hübner, 1808) – Canàries
- Pieris chumbiensis (de Nicéville, 1884)
- Pieris davidis Oberthür, 1876 – Xina
- Pieris deota (de Nicéville, 1884) – Caixmir
- Pieris dubernardi Oberthür, 1884 - Xina
- Pieris dulcinea (Butler, 1882) – Corea
- Pieris eitschbergeri Lukhtanov, 1996 – Kirguizstan, Tian Shan
- Pieris ergane (Geyer, [1828]) – blanqueta de la pedrosa - Europa, Orient Mitjà
- Pieris erutae Poujade, 1888 – Tibet, Xina
- Pieris euorientis (Verity, 1908) – Altai, Yakutia
- Pieris extensa Poujade, 1888 – Xina, Índia
- Pieris krueperi Staudinger, 1860
- Pieris lama Sugiyama, 1996 – Xina
- Pieris mahometana (Grum-Grshimailo, 1888) – Afganistan, Pamir
- Pieris mannii (Mayer, 1851) – blanqueta de la mitja lluna – Europa, Àfrica del Nord, Orient Mitjà
- Pieris marginalis Scudder, 1861
- Pieris meckyae Eitschberger, 1983 – Alaska
- Pieris melete Ménétriés, 1857 – Índia, Xina, Corea, Japó
- Pieris naganum Moore, 1884
- Pieris napi (Linnaeus, 1758) – blanqueta perfumada – regió Holàrtica
- Pieris narina (Verity, 1908) – Tian Shan
- Pieris nesis Fruhstorfer, 1909 – Japó
- Pieris ochsenheimeri (Staudinger, 1886) – muntanyes d'Àsia central
- Pieris oleracea Harris, 1829
- Pieris persis (Verity, 1922) – Iran
- Pieris pseudorapae (Verity, [1908])  – Europa, Turquia, Iran
- Pieris rapae (Linnaeus, 1758) – blanqueta de la col – subcosmopolita
- Pieris shangrilla Tadokoro, Shinkawa & Wang, 2013
- Pieris steinigeri Eitschberger, 1984  – Xina
- Pieris tadjika Grum-Grshimailo, 1888 – Iraq
- Pieris virginiensis (W.H. Edwards, 1870) – USA